# Ehsan Naraghi

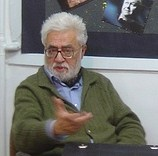
Ehsan Naraghi (2007)

Ehsan Naraghi (persisch احسان نراقی, DMG Iḥsān Narāqī; geb. 2. Februar 1926 in Kaschan; gest. 2. Dezember 2012 in Teheran) war ein iranischer Soziologe, Philosoph und Berater von Farah Pahlavi, der letzten Kaiserin des Iran. Er gilt als einer der Begründer der Sozialwissenschaften im Iran und war der einzige Iraner, der jemals eine leitende Position bei der UNESCO innehatte.
Als Vertreter eines wissenschaftlichen Nativismus und populärer Kritiker der westlichen Kultur zählte Naraghi zu der nach dem gleichnamigen Buch von Dschalāl Āl-e Ahmad benannten Strömung „Ġarbzadegī“ und betrieb die Re-Indigenisierung der iranischen Sozialwissenschaften, unter anderem als Gründer des Sozialforschungsinstituts der Universität Teheran.

## Leben

### Herkunft und Ausbildung
Naraghi entstammte einer einflussreichen schiitischen Gelehrtenfamilie aus Kaschan. Sein Urgroßvater war Molla Mahdi Naraqi, Autor des Werks Jame al-Sa'adat. Naraghi studierte Soziologie an der Universität Genf und promovierte an der Sorbonne in Paris.

### Politische Rolle vor der Revolution
Naraghi war ein enger Vertrauter des Pahlavi-Regimes:
- Gründer des Instituts für Sozialstudien und Forschung in Teheran.
- Theoretiker der Einheitspartei Rastakhiz.
- Berater von Schah Mohammad Reza Pahlavi in den 1970er Jahren.
- Gleichzeitig unterhielt er Kontakte zu oppositionellen Gruppen wie der Nationalen Front.

Die SAVAK (Geheimdienst des Schahs) beschrieb ihn in einem Bericht als „opportunistisch mit linksgerichteter Tendenz“.

### Nach der Islamischen Revolution
1979 wurde Naraghi dreimal verhaftet, aber jeweils freigesprochen. Später lebte er zeitweise im Exil in Europa, kehrte jedoch mehrfach in den Iran zurück. Er starb 2012 in Teheran und wurde – trotz ursprünglicher Pläne – nicht in der prominenten „Abteilung der Prominenten“ des Behescht-e Zahra-Friedhofs beigesetzt.

### Werk und Rezeption
Naraghi kritisierte das Pahlavi-Regime für dessen mangelnde Reformbereitschaft, lehnte jedoch revolutionäre Umstürze ab. In seinen Schriften analysierte er die iranische Gesellschaft zwischen Tradition und Modernisierung.

## Kontroversen
- Seine Rolle als regimekritischer Intellektueller wird unterschiedlich bewertet.
- Manche sahen ihn als „Bürgerlichen“ (so der Autor Ebrahim Nabavi), andere als unabhängigen Denker.

## Schriften (Auswahl)
- L’étude des populations dans les pays à statistique incomplète. Contribution méthodologique (= Le Monde d’outre-mer passé et présent; Série 3, Essais. Band 5). Mouton, Paris 1960, OCLC 1581171 (mit einem Vorwort von Jean Stoetzel; zugleich: Dissertation, Paris 1956).
- Bassin méditerranéen et proche-orient. Planification en Iran (= Cahiers « Tiers-Monde »). Presses Universitaires de France, Paris 1961, OCLC 26264944.
- L’Orient et la crise de l’occident (= Antidotes. Band 5). Entente, Paris 1977, ISBN 2-7266-0022-0 (mit einem Vorwort von Alfred Sauvy).
- Des palais du Chah aux prisons de la révolution (= Collection Le Nadir). Balland, Paris 1991, ISBN 2-7158-0875-5 (gallica.bnf.fr).
  - englisch: From Palace to Prison. Inside the Iranian Revolution. I. B. Tauris, London 1994, ISBN 1-85043-704-1 (übersetzt von Nilou Mobasser).
- Enseignement et changements sociaux en Iran du VIIe au XXe siècle. Islam et laïcité, leçons d’une expérience séculaire. Éd. de la Maison des Sciences de l’Homme, Paris 1992, ISBN 2-7351-0432-X.

## Weiterführende Literatur
- Mehrzad Boroujerdi: Ehsan Naraqi. The Nativist Sociologist. In: Iranian Intellectuals and the West. The Tormented Triumph of Nativism. Syracuse University Press, Syracuse 1997, ISBN 0-8156-2726-2, S. 136–140.